# ۱۰۵۶ (میلادی)
۱۰۵۶ (میلادی) هزار وپنجاه و ششمین سال تقویم میلادی است.
== مناسبت‌ها ==آغاز پادشاهی ولز

## رویدادها
تشکیل ولز

## زادگان
- ویلیام دوم، پادشاه انگلستان (تاریخ احتمالی) (م. ۱۱۰۰)

## درگذشتگان
- ۳۱ اوت - تئودورای مقدونی، امپراتریس بیزانس (ت. ۹۸۱)

‎